# Astures augustanos
Los astures augustanos o cismontanos fueron un grupo de tribus astures definido por los romanos como «de este lado de las montañas» (la cordillera Cantábrica) o «de Augusto», por su localización en torno a la ciudad de Asturica Augusta (actual Astorga, fundada por el emperador Augusto) que funcionaba como su capital. Su territorio era el de las actuales provincias españolas de León, este de Orense y Zamora al oeste del río Astura (el ahora llamado Esla), y la zona limítrofe del actual Portugal hasta el río Coa. 

## Historia
Estaban divididos en varias tribus: 
- los brigaecinos o brigicinos, en torno a Brigaecium (Dehesa de Morales de las Cuevas en Fuentes de Ropel, Zamora).
- los bedunienses en torno a Bedunia (San Martín de Torres, León).
- los amacos en torno a Asturica Augusta.
- los zoelas en la zona occidental.
- los luggones meridionales.
- los orniacos en el valle del Duerna.

Se considera[¿quién?] que el origen y formación de esta cultura radica, entre otros aspectos, en la mezcla de una población autóctona, cuyo origen no está muy claro, y la llegada de grupos de población de la zona centroeuropea. No obstante, el conjunto de etnicidad de este grupo no parece nítido y la mayoría de investigadores se inclinan por pensar en que la denominación astures sería solamente un convencionalismo empleado por los romanos a su llegada al noroeste peninsular.
La facilidad de acceso de su territorio y las riquezas mineras, especialmente oro, que poseían determinaron su inmediata incorporación a Roma entre 27 a. C. y 19 a. C. durante las guerras cántabras y su anexión a la provincia de Lusitania, para ser después transferidos a la provincia de Tarraconense en 12 a. C. Es más, los brigaecini, el pueblo astur más meridional, en contacto con Roma desde tiempo atrás, fue aliado de los romanos durante las guerras cántabras, avisando al legado imperial Publio Carisio de la ofensiva astur del invierno de 25 a. C.
Los astures augustanos fueron integrados administrativamente entre los imperios de Augusto y Claudio en el conventus iuridicus Asturicensis, con capital en la mencionada Asturica Augusta.
En el siglo IV, bajo Diocleciano, pasaron a formar parte de la nueva provincia de Gallaecia.
- Datos: Q5710073